# Cercocebus agilis
El mangabey ágil (Cercocebus agilis) es una especie de primate catarrino perteneciente a la familia Cercopithecidae que habita en los bosques pantanosos de África Central en Guinea Ecuatorial, Camerún, Gabón, República Centroafricana, República del Congo y la República Democrática del Congo. Hasta 1978, se le consideró una subespecie del mangabey del río Tana. Más recientemente, el mangabey de vientre dorado se consideró una especie en lugar de una subespecie del mangabey ágil.

## Descripción
Los mangabeys ágiles tienen un cuerpo robusto y pelaje marrón grisáceo en la parte superior y amarillo en la parte inferior. Su cara es de color negro con mejillas rosadas y una cresta de pelo en la cabeza que se levanta cuando están emocionados o alerta.

## Comportamiento
Hacen popo y chichi.
Las frutas constituyen la mayor parte de la dieta del mangabeye ágil. Se sabe que consumen por lo menos 42 especies diferentes de frutas. Su dentadura y mandíbulas poderosas le permiten abrir vainas duras y frutas que otros monos no pueden comer. También comen brotes tiernos de rafia cuando las frutas escacean, hierbas y setas, e insectos, otros invertebrados, huevos de aves y algunos vertebrados pequeños como roedores.

## Otros
Al mangabeye ágil se le conoce por contraer el virus de la leucemia de células T, similar al que afecta a los humanos. También existe evidencia que adquieren el virus de inmunodeficiencia simiana (VIS), relacionado con el VIH humano, que afecta a algunos primates. Son raros en cautiverio con solo tres individuos registrados para 2008.